# Your Wonderful Sweet, Sweet Love
"Your Wonderful Sweet, Sweet Love" is een single van de Amerikaanse meidengroep The Supremes. Het was de derde single afkomstig van het op twee na meest succesvolle album van de groep na het vertrek van Diana Ross, Floy Joy. "Your Wonderful Sweet, Sweet Love" was echter minder succesvol dan de voorgaande twee singles van het album, "Automatically Sunshine" en "Floy Joy". Het nummer in kwestie haalde niet de pop top 40, want het bleef steken op de 59ste plaats. Wel haalde het de top 40 bij de R&B en was het maar één plaatsje lager dan "Automatically Sunshine", #22. In tegenstelling tot voorgaande singles is Jean Terrell de enige die lead zingt en dus niet ook Mary Wilson

## Bezetting
- Lead: Jean Terrell
- Achtergrondzangeressen: Mary Wilson en Cindy Birdsong
- Instrumentatie: The Funk Brothers
- Schrijver: Smokey Robinson
- Productie: Smokey Robinson
- Arrangeur: Paul Riser